# John Casablancas
John Casablancas (New York, 12 december 1942 - Rio de Janeiro, 20 juli 2013) was een van de oprichters en voormalig directeur van het Elite Model Management, en oprichter van de grootste modellenschool ter wereld.
John Casablancas groeide op in de Verenigde Staten, Mexico en in verschillende landen in Europa. Nadat hij geslaagd was op een speciale privéschool in Zwitserland, werkte hij onder andere voor Coca-Cola in Brazilië. Daarna opende hij zijn eerste modellenbureau in Parijs. Al een paar jaar later richtte hij samen met Gérald Marie en Alain Kittler het Elite Model Management op. In 2000 nam hij afscheid als directeur van dit modellenbureau om zich volledig te richten op zijn modellenschool. Deze school was een succes, en heeft nu vestigingen in Bolivia, Peru, de Dominicaanse Republiek, Italië, Indonesië en de Verenigde Staten. 
Hij is de vader van Julian Casablancas, zanger van de band The Strokes.
Hij woonde de laatste jaren van zijn leven in Miami. Hij overleed in 2013 in een kliniek in Rio de Janeiro aan de gevolgen van kanker.